# Mutatoderma populneum
Mutatoderma populneum är en svampart som först beskrevs av Peck, och fick sitt nu gällande namn av C.E. Gómez 1976. Mutatoderma populneum ingår i släktet Mutatoderma och familjen Corticiaceae.   Inga underarter finns listade i Catalogue of Life.